# 臺西鄉
臺西鄉臺灣話：）位於臺灣雲林縣西北部，東距縣治斗六市約34公里，東接東勢鄉，西濱臺灣海峽，南與四湖鄉以舊虎尾溪相鄰，北以新虎尾溪與麥寮鄉相隔。全境地勢低平，經濟產業以養殖漁業為主，文化上為臺灣丁氏的本貫之一。
臺西鄉舊稱「海口」，係因其地理位置瀕臨海洋，1920年臺灣行政劃分五州三廳，設海口庄，隸屬臺南州虎尾郡。二戰後改為海口鄉，在1946年該鄉分出東勢鄉後，取其位處臺灣西部沿海地帶的中間，並為使其與臺北、臺中、臺南、臺東合成五方不缺，遂改名為「臺西鄉」迄今。

## 歷史
臺西鄉在明鄭時期就已經有拓墾紀錄。清領時期因諸羅縣人口過多劃分出彰化縣並在其下設10堡，此地屬海豐堡管轄；而後行政區域不斷變遷，至清領末期，本地是屬臺灣省臺灣府雲林縣海豐堡。
日治時期大正9年（1920年），臺灣行政區劃改為五州三廳制，今天的臺西鄉和東勢鄉一帶設海口，隸屬臺南州虎尾郡，至二戰後改稱臺南縣虎尾區海口鄉，民國35年（1946年）9月分出東勢鄉，並易名為臺西鄉，民國39年（1950年）改隸雲林縣。

## 地理

### 地形
臺西鄉位於濁水溪沖積平原之西部，東鄰東勢鄉，南以舊虎尾溪界四湖鄉，北隔新虎尾溪望麥寮鄉，西臨臺灣海峽、與澎湖群島相對。東西寬5.97公里；南北長11.13公里，面積約66.47平方公里。臺西海埔新生地占地790公頃，新興海埔新生地面積則為375公頃。全鄉平均海拔標高五公尺。全鄉平原地形佔75%以上，土地標高均在5公尺以下。其絕大部份為沖積岩母質，係沖積而成。因沿海地區乾旱、溫度高，加上冬季季風影響，水分蒸發極快，形成鹽性沖積土。全鄉99.8%的土地為粘板岩與砂頁岩混合沖積土，排水不完全；北方臨新虎尾溪一帶則有約98.1公頃的粘板岩老沖積土以砂土、粗砂土為主，排水較佳。

### 水文
臺西鄉境內較大的天然河川有新虎尾溪和舊虎尾溪，其排水設施則有有才寮大排、馬公厝大排、程海厝大排及火燒牛稠大排等主要幹線。此區地下水分區屬濁水溪沖積扇，主要水源為濁水溪、新虎尾溪等河川。此地抽水量雖不高，但因出水量不多，供不應求而造成嚴重地盤下陷。主要抽用者為養殖漁戶。

### 氣候
臺西鄉春季多吹西南風，秋、冬季則多強烈東北季風。又夏、秋氣溫高，冬、春季較寒冷；雨季多集中於春夏季。全鄉年降水量在1000公釐左右、月平均雨量97公釐，其中以六月份355公釐為最高，12月份0公釐為最低，全年雨量集中於夏季4到8月，佔全年雨量84%，乾濕季明顯。雖然其處於亞熱帶地區，氣候溫暖，但因緊臨海洋、受季風影響之故，全年蒸發量近1,000公釐，接近年降雨量，故年均溫在22度左右，月均溫最高可達27.8度，最低則可為14.9度。

### 自然生態
臺西鄉境內養殖漁戶多在魚塭內養殖文蛤、牡蠣和各式食用魚種（如虱目魚），吸引了不少的水鳥和白鷺鷥在此繁殖。

### 人文地理
蚊港村包含三姓寮。
和豐村、永豐村、富琦村屬「崙仔頂」三村。崙仔頂現名「崙豐」，原是因為該處位於沙崙之頂，先民到該處定居時稱之為「崙仔頂」。此沙崙的遺跡在今萬安宮廟址後方（亦有說法認為是在崙豐派出所之右）。後來崙豐雖分拆為永豐村、和豐村、富琦村三個村，村民仍多來自中國福建省泉州府。和豐村除了本村落以外，還包含火燒牛稠（即萬興）、湖仔內、南公館、草寮、頂新興、下新興、海埔寮仔、頂客厝寮仔等聚落。
火燒牛稠在戰後曾一度被命名為萬興庄。原名是因為一次火災中燒掉了17間木造牛稠（養牛的牛欄或牛舍）。湖仔內原先為一個小湖，因為風沙淤積消失，先民移居而稱之「湖仔內」。南公館村民多由福建來、姓林，「南公館」這個地名是開臺祖在福建的老家。草寮則是因為早期此處房屋建材而得名，新興國小就設在此處。「新興」顧名思義，是指先民到此新興起的村落，日據時期本地發生水災，到有才寮大排以北避難的村民起庄曰頂新興，以南者則曰下新興。
富琦村除包含本村落以外，也包括普令厝、青埔、圳頂等聚落。普令厝的由來是因以前村中有一棵很高大的苦苓樹，取諧音叫「普令厝」；菁埔的東面和南面因有很多草，叫做青草埔，轉而至今雅稱「菁埔」。「圳頂」則是因為村南有一條排水溝。五港全稱五條港，因有五條河匯集在此出海，形成天然良港而得名。五港村尚有瓦厝社區。
海口村是靠近臺灣海峽的一個村莊，南面有馬公厝大排，臺西漁港亦位在此地，居民多從事漁業，港口可見漁船停泊，養殖漁業多養殖蚵仔、文蛤、草蝦等海產。海北村即因為在此村北面而得名，其原名頂客厝，村內一間土地公廟是當地宗教信仰所在。山寮村尚含萬厝聚落。
臺西村是臺西鄉最繁榮的村落，也是臺西鄉公所的所在地，村內中山路就是當年臺西老街，東邊有媽祖廟、臺西分局、臺西國小、臺西郵局、臺西農會，西面則有臺西鄉公所、臺西國中、全民醫院等機構。
海南村含舊「六塊厝」、「王爺埔」二聚落，前者在臺西村之南，以山寮大排相隔，以初建村落時只有六戶人家而得名；王爺埔則以此處有奉祀秦府千歲而得名，庄廟為現今的王爺埔興南府，「六塊厝」據丁俊仁提供云：為丁氏十七世祖能智，衍六戶在此落戶。光華村舊稱十張犁，據說係因一位來臺種田的漢人寮內有十張牛犁而名之。
據吳俊生說，五榔村在清朝叫做「康榔下」，在北邊有一沙丘，五位同是吳氏的遠親至此耕種，形成「五塊」、「加連寮」等聚落，後來演變成今日的「五塊寮」，並在戰後改稱五榔村。
溪頂村因在舊虎尾溪之北而得名，尚包括蘇厝、丘厝等聚落。泉州村因地緣關係牛厝村係因有人在此放牛而得名。

### 人口
根據雲林縣麥寮戶政事務所統計，2024年底臺西鄉戶數約8.4千戶，人口約2.1萬人，鄉內人口最多與最少的村分別是和豐村與五榔村，2024年底兩村人口分別為3,010人與455人。
由於臺西鄉缺乏高等教育機構，鄉民多為就業與就學而移民到其他地區，留在當地的居民多以老年及婦幼人口為主。當地以丁姓為大宗，有回族血統。

## 政治

### 歷任鄉長
| 屆數 | 姓名   | 黨籍       | 備註 |
| ---- | ------ | ---------- | --- |
| 1    | 林呈祥 |            | 光復後第一任第二任官派鄉長,任內海口改名為台西,當時台西還屬於台南縣,https://catalog.digitalarchives.tw/item/00/17/2c/eb.html |
| 1    | 丁益   | 待查       | |
| 2    | 林德生 | 待查       | |
| 3    | 林德生 | 待查       | |
| 4    | 丁金塗 | 待查       | |
| 5    | 丁拿   | 待查       | |
| 6    | 丁拿   | 待查       | |
| 7    | 姚丙丁 | 待查       | |
| 8    | 姚丙丁 | 待查       | |
| 9    | 吳振欽 | 待查       | |
| 10   | 吳振欽 | 待查       | |
| 11   | 吳國勝 | 待查       | |
| 12   | 林金城 | 中國國民黨 | |
| 13   | 林金城 | 中國國民黨 | |
| 14   | 林煙泉 | 民主進步黨 | 任內辦理海口大排抽水機採購案，涉嫌向廠商收取70萬元回扣，遭求處16年徒刑，被法院判11年，褫奪公權7年、不法所得繳回。 |
| 15   | 李培元 | 無黨籍     | 妻子為前雲林縣議員吳蕙蘭，曾為經營職棒簽賭組織的「組頭」。 |
| 16   | 李培元 | 無黨籍     | 妻子為前雲林縣議員吳蕙蘭，曾為經營職棒簽賭組織的「組頭」。 |
| 17   | 趙瑞和 | 民主進步黨 | 臺西國小家長會會長、臺西國中家長會副會長，曾任海北村村長。屢因暴力討債、強行逼迫債主喝汽油等罪行觸犯《中華民國刑法》、《槍砲彈藥刀械管制條例》等法條。其中強灌汽油一案，一審雲林地院因其罪刑重大判刑2年2個月、褫奪公權3年；趙瑞和提出上訴後，臺灣高等法院臺南分院將原判決撤銷，判應執行1年10個月，緩刑5年，不過該案仍可上訴。 |
| 18   | 林芬瑩 | 無黨籍     | 與丈夫丁文彬涉嫌向綠能業者索賄新台幣680萬元，同於2022年3月9日經臺灣雲林地方檢察署向臺灣雲林地方法院聲請羈押獲准。 |
| 19   | 李文來 | 無黨籍     | 現任鄉長 |

### 鄉政組織

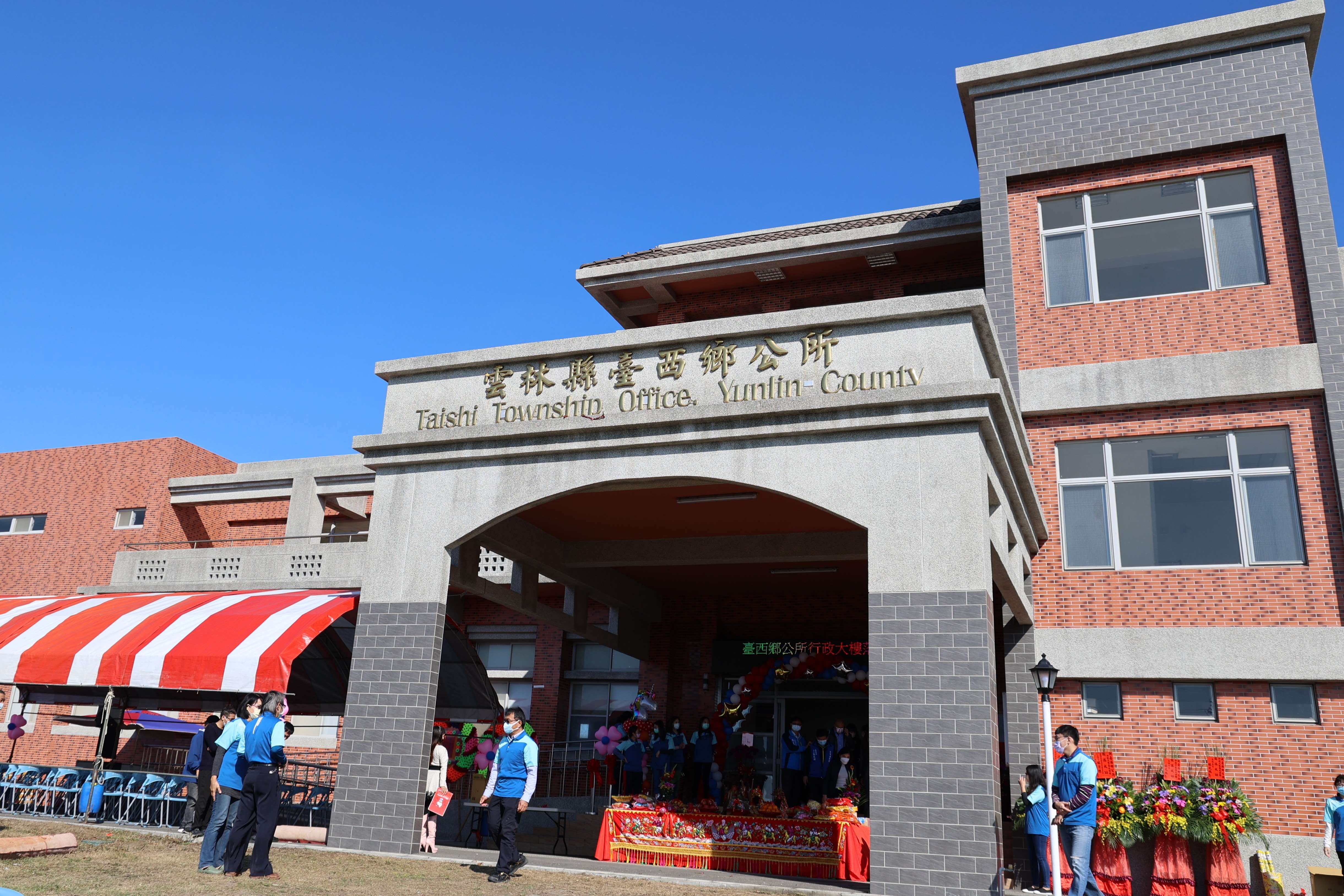
2021年12月啟用的臺西鄉公所大樓。

臺西鄉公所是臺西鄉最高層級的地方行政機關，在中華民國政府架構中為鄉自治的行政機關，同時負責執行縣政府及中央機關委辦事項，臺西鄉的自治監督機關為雲林縣政府。鄉長由全體鄉民直接選舉產生，任期為四年，可連選連任一次。臺西鄉公所並置鄉政會議，為鄉政最高決策機構，在鄉長之下，設有5課4室等9個內部單位及3個附屬機關。
臺西鄉民代表會是臺西鄉的最高民意機關，代表臺西鄉全體鄉民立法和監察鄉政。鄉民代表由公民直選選出，任期為四年，可連選連任。臺西鄉民代表會共有11位鄉民代表，分別為第一選區3席鄉民代表、第二選區3席鄉民代表、第三選區2席鄉民代表、第四選區3席鄉民代表，主席、副主席由11位鄉民代表互選產生。

### 行政區
現今臺西鄉行政範圍的確立，來自於1946年9月22日，將原屬海口鄉的同安厝、月眉、牛埔頭、東勢厝、程海厝、路利潭、下許厝寮、番子寮、火燒牛稠等地劃出東勢鄉，同時海口鄉改名「臺西鄉」。1950年，調整行政區域，臺西鄉改隸新成立的雲林縣。臺西鄉的行政區劃轄有臺西村、海北村、海南村、海口村、溪頂村、牛厝村、泉州村、光華村、五榔村、山寮村、富琦村、永豐村、和豐村、蚊港村、五港村等15個村，共計315鄰。

## 經濟

### 農業
臺西鄉民多從事第一級產業。臺西由於濱臨大海，土地中所含鹽分較高，不利於耕種農作物，主要農作物僅有稻子、西瓜、土豆、蒜頭、洋蔥、蔥等。因此，從事第一級產業的鄉民除了傳統農耕以外，也有不少人從事捕撈漁業或養殖漁業，鄉內西半部到海埔新生地遍布魚塭。

### 漁港
臺西鄉境內有諸多漁港，其中五條港在清領時期原是臺灣本島中部唯一良港，但1899年因草嶺潭首次崩潰將港面填埋而廢港，功能逐漸被臺西港取代。而臺西港在五條港廢港後開始興盛，也讓附近街道形成臺西老街。

### 其他
臺灣電力公司推動的臺西風力發電站已經完成環評，將開始興建。

## 文化

### 宗教信仰
臺西鄉民多信仰道教與臺灣民間信仰，而基督宗教信仰人數則是近年來透過進入校園向學童傳教而有所增加。
- 崙仔頂進安府[35]：奉祀朱、李、池、抄、吳府等五府千歲。
- 臺西村安海宮：奉祀天上聖母。
- 五條港安西府：奉祀張、李、莫府千歲。
- 牛厝村安南宮：奉祀莫府千歲開基祖，莫府千歲開基祖聖誕日每年農曆六月十二日。
- 台西溪頂昭安府：奉祀李府、王府、池府等千歲。
- 蚊港鎮安府：奉祀李府、池府等五府千歲，每年農曆四月二十六號為生日誕辰，會事先擲杯決定是否去臺南市南鯤鯓代天府祖廟進香；每五年也有一次送王船祭典。
- 臺西基督教會：為臺西基督教信仰中心。
- 臺西溪頂明聖宮：魁星祖師

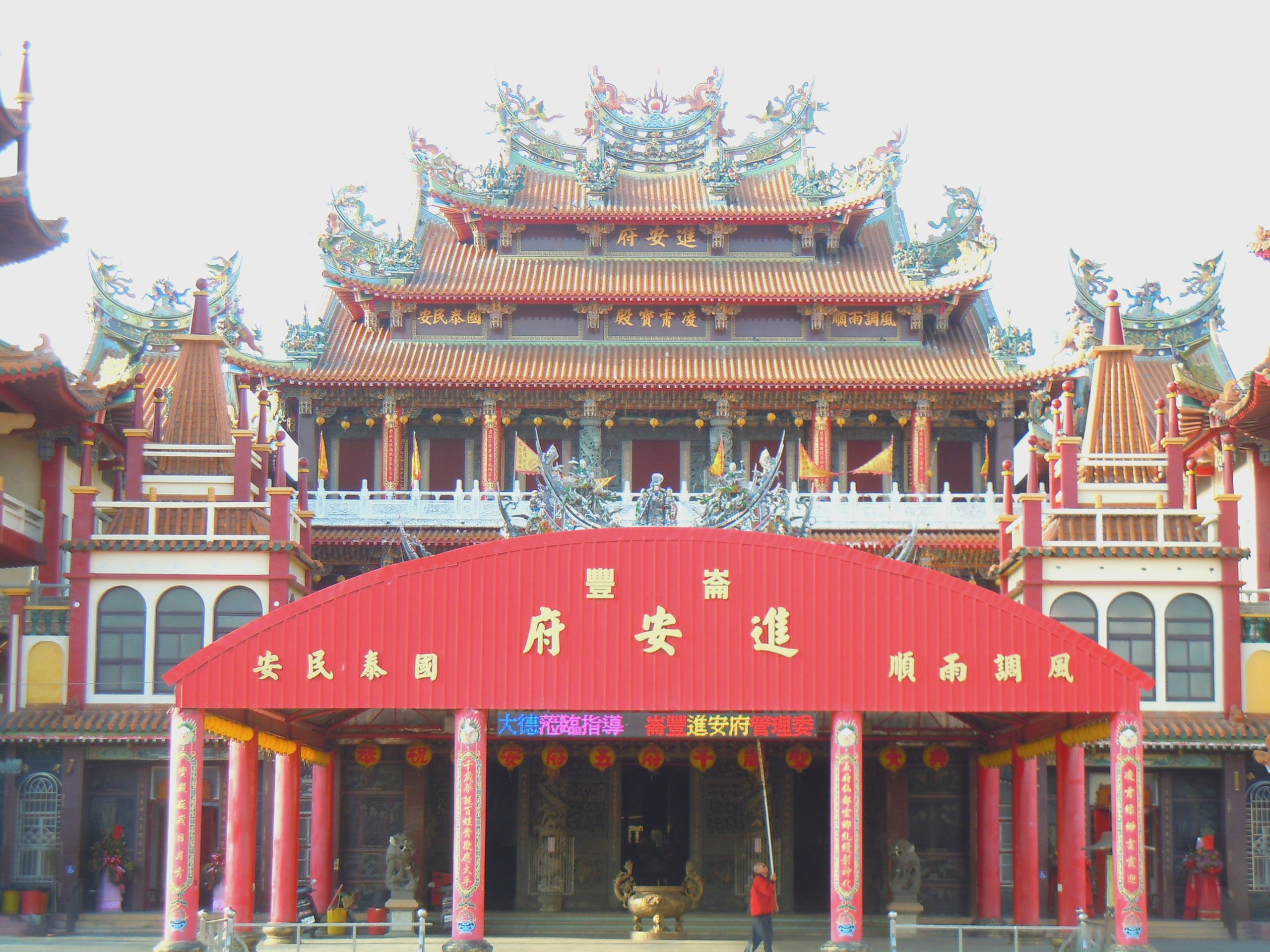
永豐村崙豐進安府
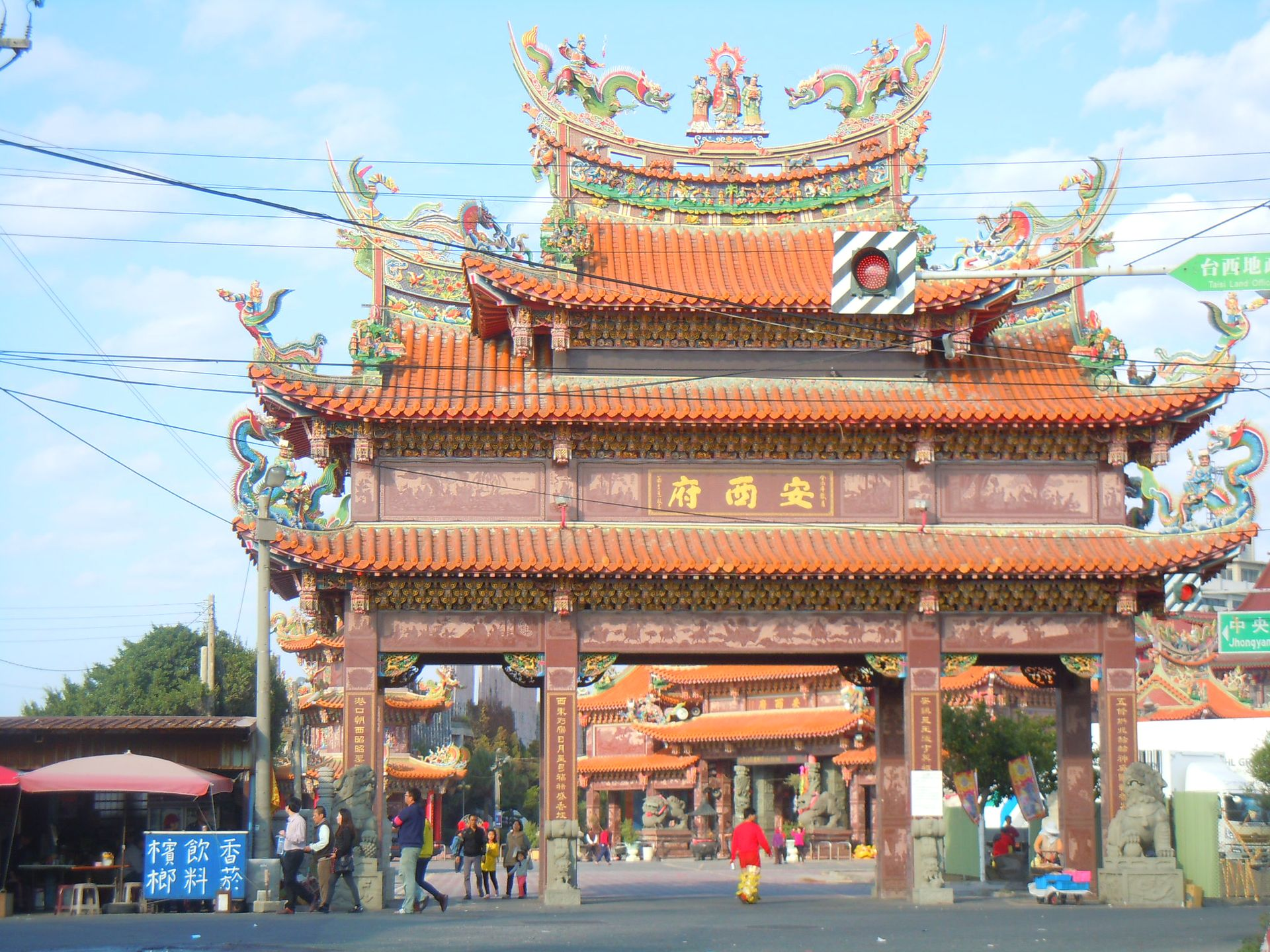
五港村五條港安西府
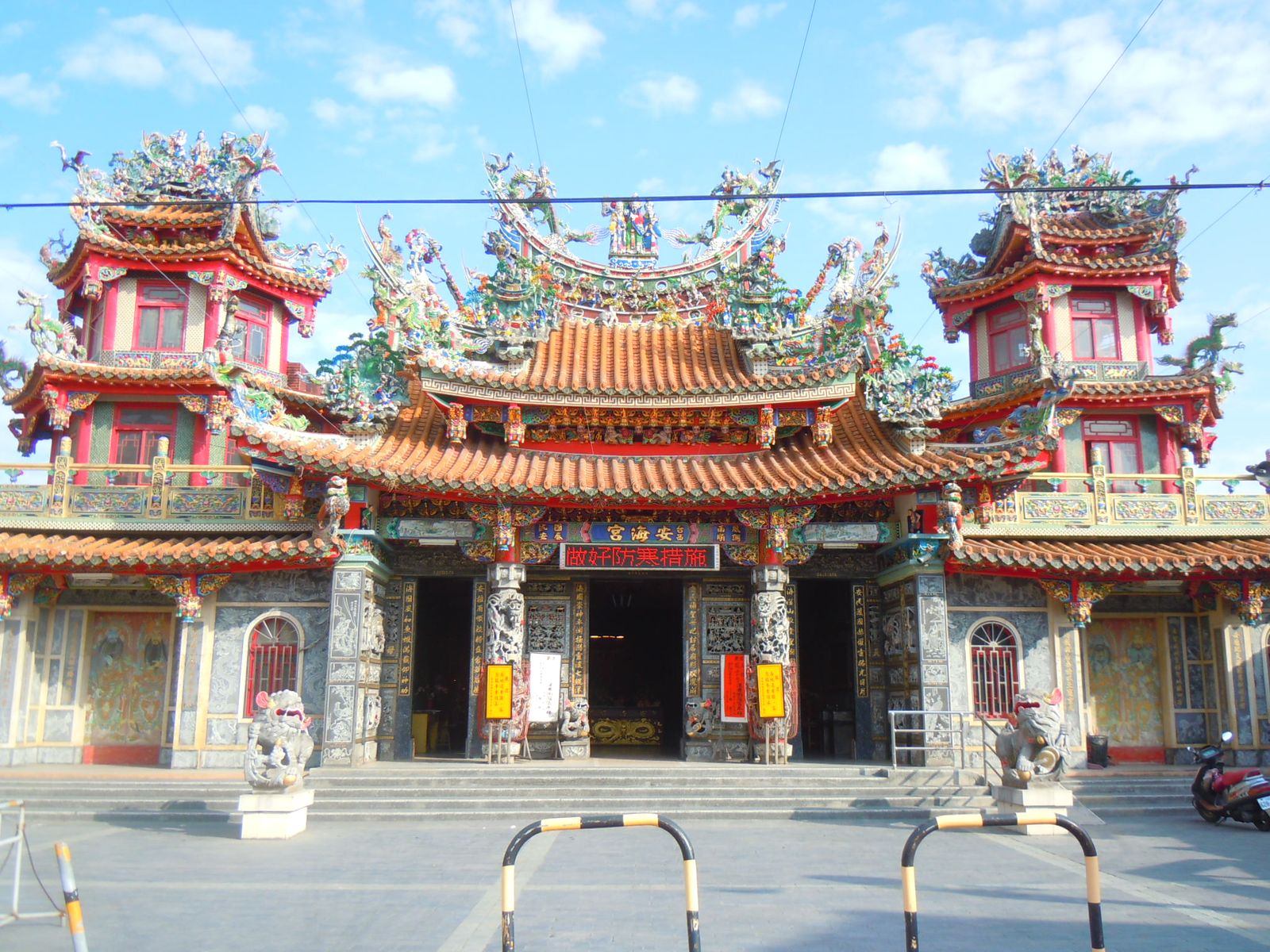
臺西村安海宮

### 古蹟及文化資產
臺西鄉境內沒有國定古蹟或縣定古蹟，文化資產僅有兩者：海口長官舍和海口派出所（皆屬於歷史建築類）。這兩棟建築皆為日據時代建物，海口庄長官舍原是是日籍庄長相本伊作在臺住所；海口庄派出所則是虎尾郡役所轄下的執法機關。

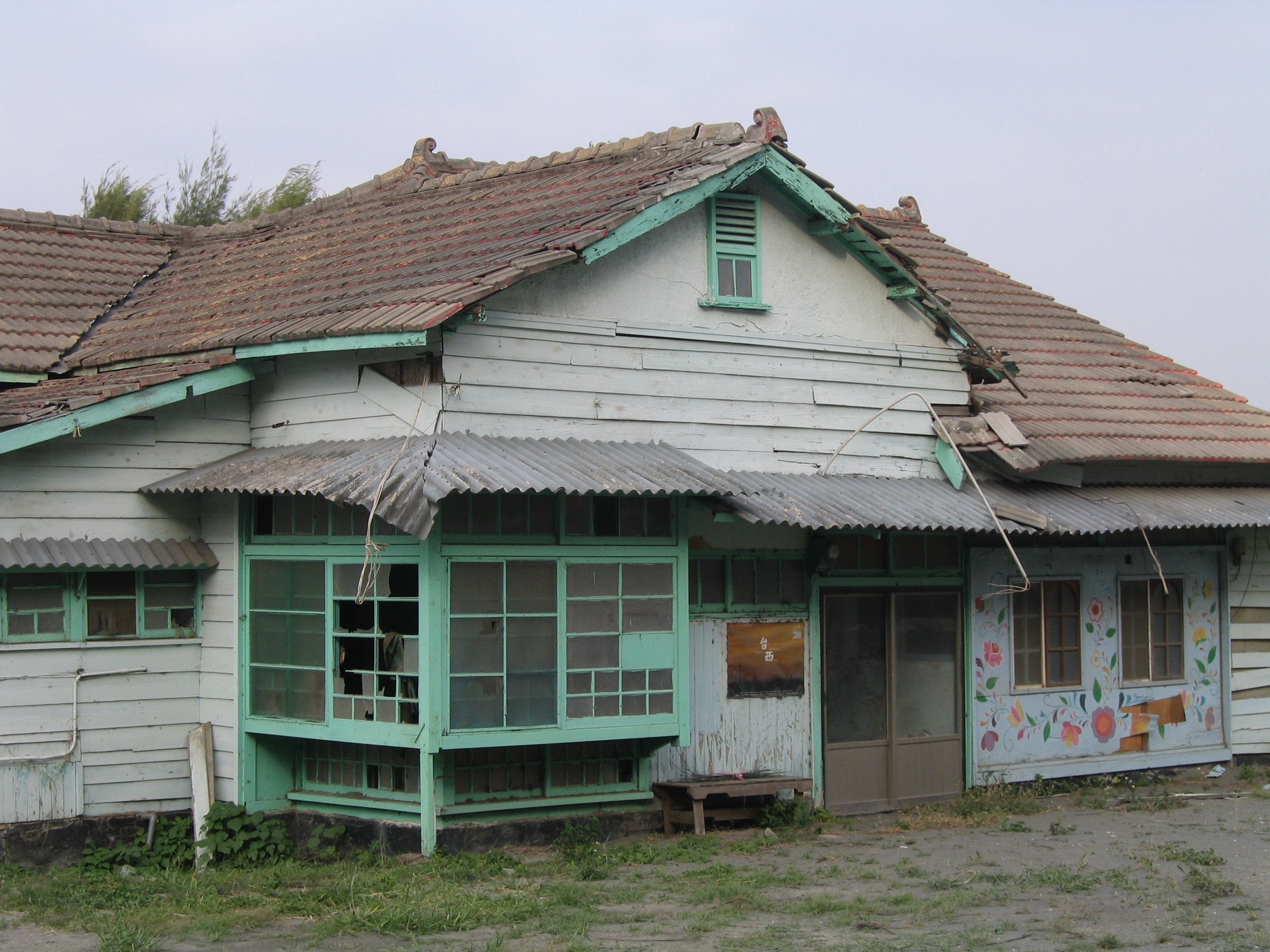
海口庄長宿舍
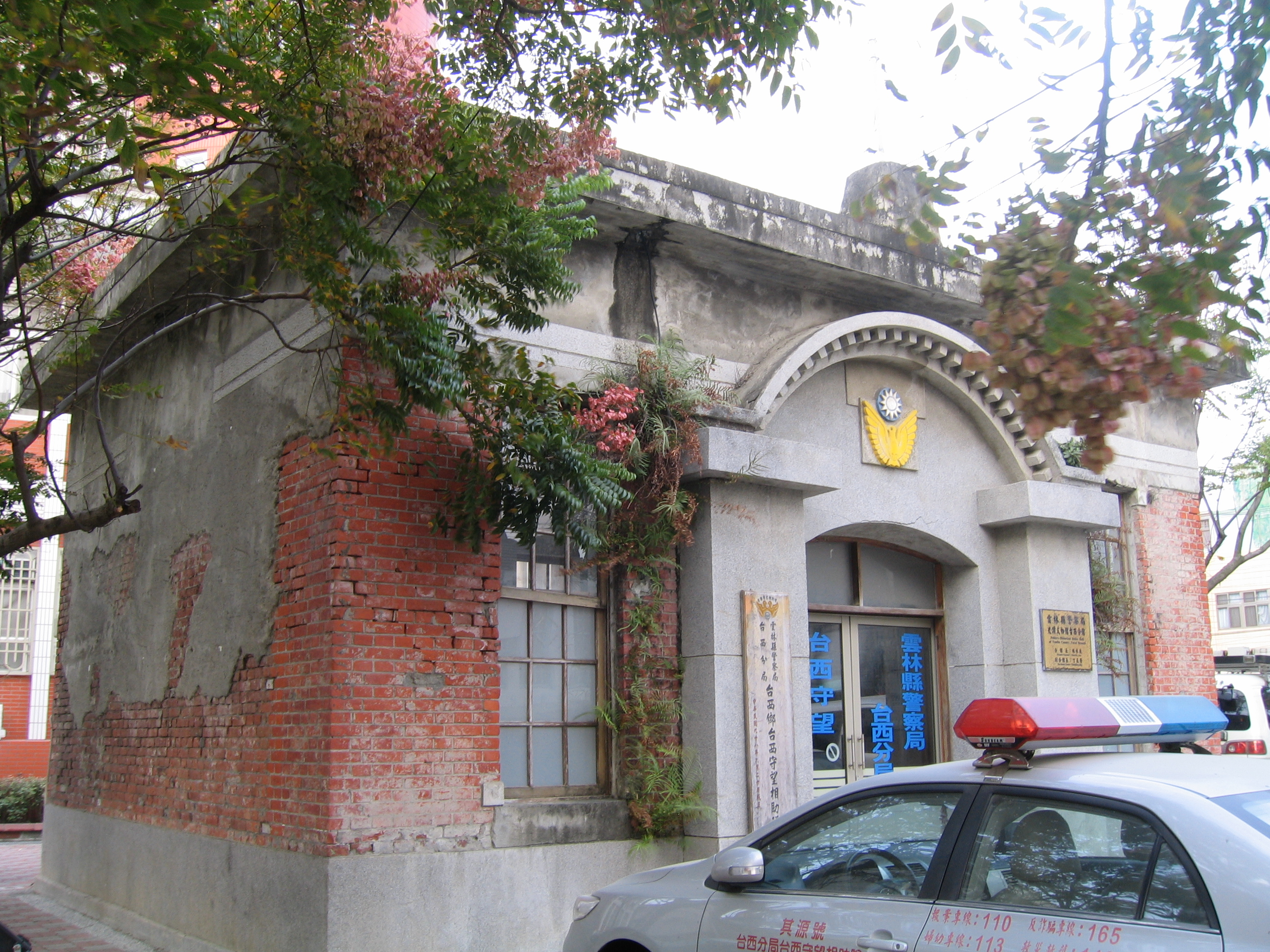
海口派出所

### 飲食與特產
臺西鄉較為著名的飲食有農業部輔導、田媽媽系統下的「蛤仔輝特產中心」（臺羅：Ham-á hui）和小吃「臺西丁式好香蛋餅」。

### 博物館
臺西鄉境內並無大型博物館，唯有雲林縣政府輔導、臺西國小校長戴進隆任館長之海口生活館設於臺西海園、臺灣寺廟藝術館設於崙豐進安府。

### 地方風俗
本鄉鄉民百分之80或從事養殖漁業，包含牡蠣 (蚵仔)、文蛤 (蚶仔)、虱目魚、鰻魚、蝦類混養，台西養殖海蚵歷史已有百年之久。每屆產季，鄉鎮集市皆可見村民綁蚵串 (當地稱縛蚵捾 pa̍k-ô-kuānn)、剖蚵仔，或載運蚵仔殼 (車殼仔 tshia-khak-á) 等海蚵漁業風景。
台西鄉盛行台語海口腔調，由於地處出海口、地闊人遠，當地婦孺或阿媽等祖母長輩有一傳統高聲呼喊他人的招喚小調，鄉喚內容多為高聲招喚小孩或親人回家吃飯或招呼聲。惟隨時代變遷逐漸失傳。

## 教育

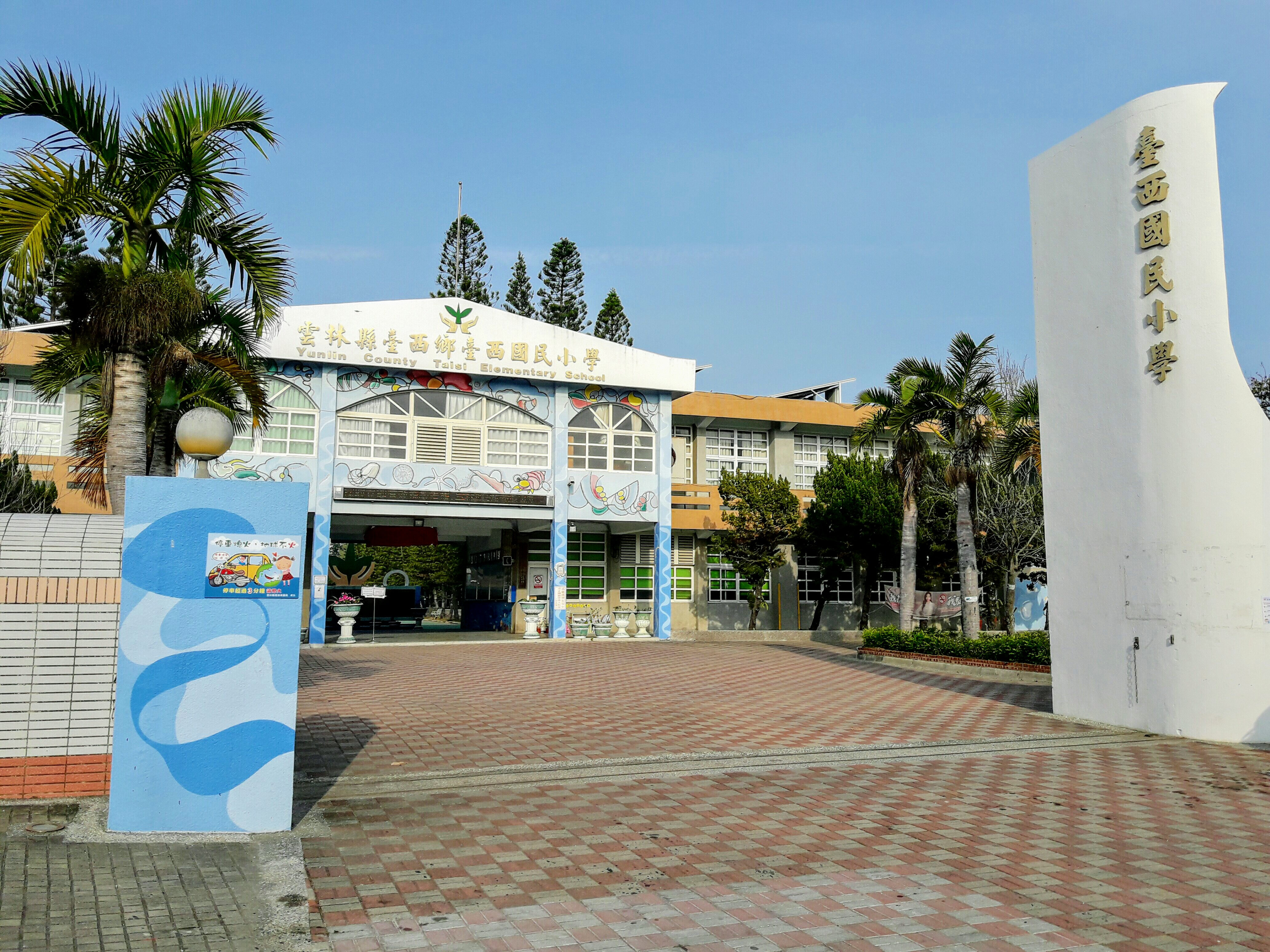
臺西國小

臺西鄉現有國民中學1所，為雲林縣立臺西國民中學等1校。其它公立教育機構計有雲林縣臺西鄉臺西國民小學及其分校五榔分校、雲林縣臺西鄉尚德國民小學、雲林縣臺西鄉崙豐國民小學、雲林縣臺西鄉泉州國民小學、雲林縣臺西鄉新興國民小學等5所國民小學。

## 交通
臺西鄉境內除了已經廢棄之臺灣糖業鐵路部分軌道之外，並無任何軌道建設；水運方面，沒有夠大的河川讓船行駛，沿海港口亦多是捕撈漁業使用的漁港；空運方面，境內並沒有任何足以讓飛機起降的設施。故此鄉交通以陸運中的公路運輸為主。

### 公車
- 統聯客運
  - 1635 臺北－虎尾－四湖鄉
  - 1636 臺北－西螺－四湖鄉
  - 1637 臺北－西螺－林厝寮－四湖鄉
  - 1666 臺西－四湖－東勢－高鐵雲林站
- 臺西客運
  - 7108 虎尾－有才寮－崙豐
  - 7109 虎尾－臺西－崙豐
  - 7111 虎尾－臺西－麥寮
  - 7114 西螺－四湖
  - 9016 四湖－臺中車站（與台中客運聯營）
- 嘉義客運
  - 7221 北港－三條崙－臺西
- 台中客運
  - 9016 四湖－臺中車站（與臺西客運聯營）

### 公路交通
- 台17線（西部濱海公路）
- 台61線（西部濱海快速公路）
  - 湖仔內交流道（224）
  - 崙豐交流道（226）
  - 五條港交流道（229）
  - 臺西交流道（233）
- 台78線（東西向快速公路臺西古坑線）
  - 臺西交流道（0）
  - 臺西交流道（1）
- 縣道155號：臺西鄉－四湖鄉－水林鄉
- 縣道158號：臺西鄉－東勢鄉
  - 縣道158甲線：臺西鄉－東勢鄉

### 對外橋梁

#### 新虎尾溪
- 蚊港橋：雲三線鄉道通過，蚊港村連接麥寮鄉海豐地區的橋樑。現為臺西到六輕的主要幹道，每日上下班時間皆有龐大的車流量。
- 康熙橋：蚊港村通往麥寮市區的道路，許文志縣長任內建造。許文志幼時未有此橋，其前往麥寮求學時都是綽號「空熙」的祖父許熙揹他涉水而過，為了鼓勵學童勤勉向學、紀念祖父，許文志親自將之命名為「康熙橋」，名稱取自其祖父綽號的諧音、清聖祖的年號康熙。

#### 舊虎尾溪
- 西濱快速公路舊虎尾溪橋：位於舊虎尾溪與馬公厝大排水溝出海口處，為臺61線由臺西通往四湖的橋樑。
- 東西向快速公路臺西古坑線舊虎尾溪橋：臺西交流道的一部分，位於溪頂村，為臺78線橋樑。
- 西湖橋：臺西端位於溪頂村昭安府附近，為臺17西濱公路由臺西通往四湖的橋樑。
- 雲121-1鄉道舊虎尾溪橋
- 雲125鄉道舊虎尾溪橋
- 牛厝橋

## 休閒旅遊

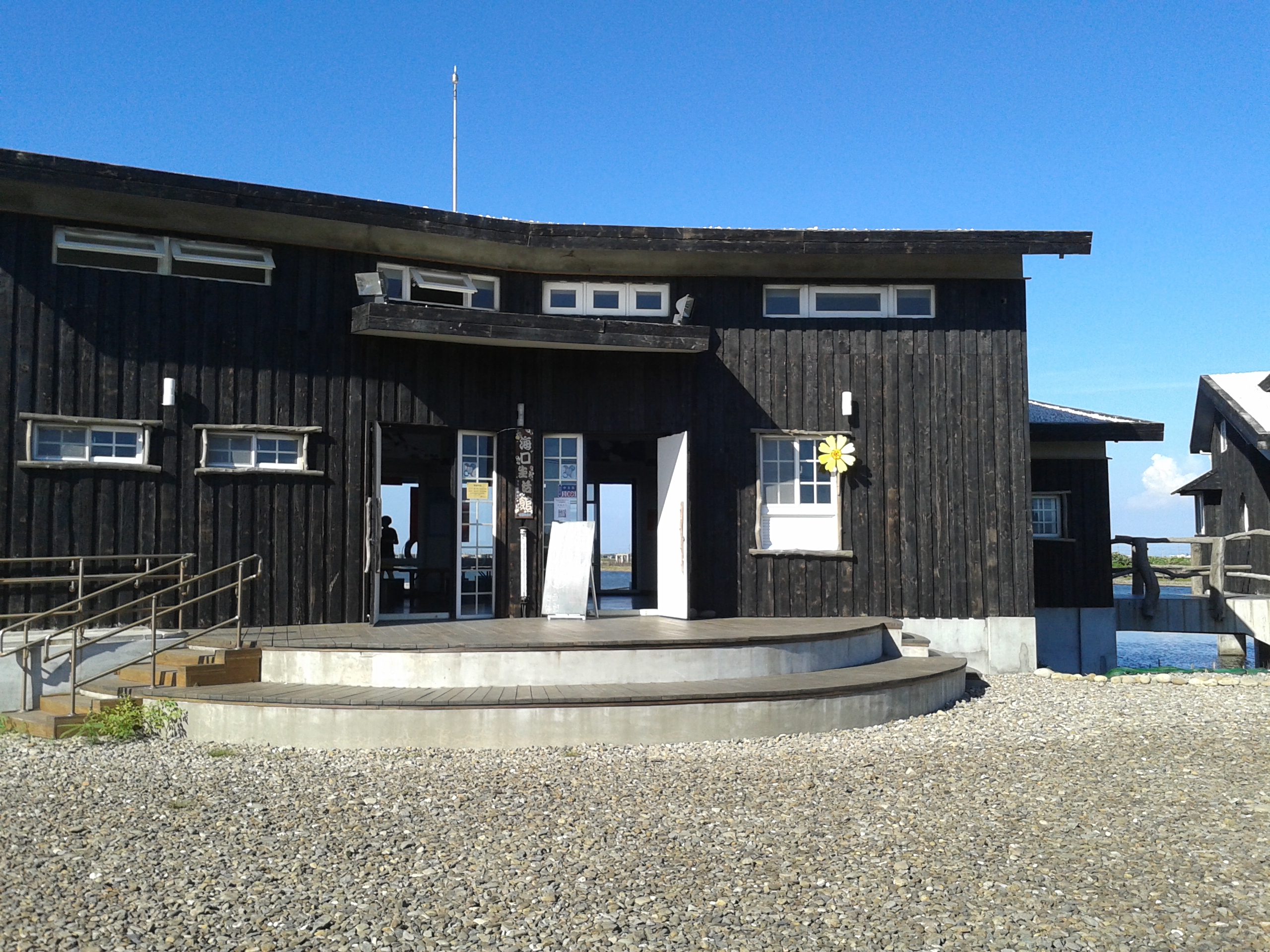
海口生活館。

臺西海園觀光區位於臺西鄉西部海埔新生地，佔地121公頃，為雲林縣政府開發的大型公園，該地區密佈魚塭水塘，為多砂土質平原。臨近尚有五條港安西府和臺西村安海宮等廟宇，構成一結合自然景觀與傳統文化的綜合觀光景點。
臺西海園原規劃設置遊樂設施，但因地勢過低，會隨漲潮而淹水而作罷。因而的是當地已形成一片珍貴的潮間帶與濕地生態區，可以看到招潮蟹、彈塗魚、海蟑螂等潮間帶動物與白鷺、蒼鷺、暗光鳥、鴴等候鳥；另外亦可看到仙人掌、水筆仔及多種草藥、野菜等，有如一座「生態教育園區」。區內有海螺圓環、海口生活館和活力海岸漁港小店等地標。

## 外部連結
- 臺西鄉公所（页面存档备份，存于）
- 臺西鄉公所的Facebook專頁
- YouTube上的雲林縣臺西鄉民代表會頻道